# Eugeniusz Polakowski
Eugeniusz Polakowski (ur. 14 lutego 1950) – polski działacz państwowy i urzędnik samorządowy, w latach 1988–1990 przewodniczący Prezydium Wojewódzkiej Rady Narodowej w Zamościu.

## Życiorys
Działał w Zjednoczonym Stronnictwie Ludowym, przekształcanym następnie w Polskie Stronnictwo Ludowe „Odrodzenie” i Polskie Stronnictwo Ludowe. Od czerwca 1988 do kwietnia 1990 zajmował stanowisko ostatniego przewodniczącego Prezydium Wojewódzkiej Rady Narodowej w Zamościu. W 2006 kandydował do rady miejskiej Zamościa z listy KWW Dla Zamościa i Ziemi Zamojskiej.
W III RP pracował w samorządzie terytorialnym, był m.in. dyrektorem  Wydziału Organizacji i Kontroli Lubelskiego Urzędu Wojewódzkiego oraz wicedyrektorem zamojskiej delegatury tego urzędu. Zasiadał w radach nadzorczych różnych spółek, m.in. Cukrowni Krasnystaw. Wchodził w skład rady konsultacyjnej Fundacji Akademii Zamojskiej.